# Nupskåpa Peak
Nupskåpa Peak är en bergstopp i Antarktis. Den ligger i Östantarktis. Norge gör anspråk på området. Toppen på Nupskåpa Peak är 2 450 meter över havet.
Terrängen runt Nupskåpa Peak är varierad. Trakten är obefolkad. Det finns inga samhällen i närheten. 